# Tot Island
Tot Island (von englisch tot ‚Knirps, Kerlchen‘) ist eine kleine Insel vor der Graham-Küste des Grahamlands auf der Antarktischen Halbinsel. Sie liegt unmittelbar nördlich des nordöstlichen Ausläufers der Lahille-Insel.
Teilnehmer der British Graham Land Expedition (1934–1937) unter der Leitung des australischen Polarforschers John Rymill kartierten sie. Das UK Antarctic Place-Names Committee benannte sie 1959 so wegen ihrer geringen Größe.